# Car brez zaklada
Car brez zaklada je mladinski roman slovenskega pisatelja Slavka Pregla. V romanu se skozi perspektivo tretjeosebnega pripovedovalca zrcalita dve prepleteni temi, ljubezen in preprodajanje  droge. Zgodba se odvija na stiku dveh žanrov, ljubezenskega ter socialno-psihološkega. Pregl je v samo zgodbo vključil veliko humorja.

## Vsebina
Lenart, osrednji lik Preglovega romana, je pravkar zaključil prvi letnik srednje kovinarske šole. Med poletnimi počitnicami dobi delo smetarja, za katero je dobro plačan. Starša, sprva presenečena nad njegovo odločitvijo, ga podpreta. 
Prvi dan službe se Lenart seznani z novima sodelavcema, šoferjem Jernejem in smetarjem Avdom, ki ga vpeljeta v delo. Pri delu srečuje zelo nenavadne ljudi, ki za lastno preživetje brskajo po smeteh. Kmalu spozna tudi skrivnostno gospo Kramar, ki vsak teden pričaka Jerneja in Avda s skodelico kave. Gospa Kramar živi sama v hiši in pred odhodom v dom starostnikov želi pospraviti svoj dom. Lenart ji ponudi pomoč pri pospravljanju. Kmalu pa ugotovi, da hiša skriva prave zaklade, za katere je stara gospa že davno pozabila, da jih ima. Nanje pa ni pozabila njena vnukinja Maja, ki redno obiskuje babico. Njeni obiski pa niso tako nedolžni. Poleg tega, da babici jemlje pozabljeni denar, v njeni hiši skriva tudi drogo za preprodajo. Lenart se z njenim početjem ne strinja, a ga Maja in njegova prijatelja Žiga in Peter prepričajo, da je s preprodajo možno dobro zaslužiti. "Posel" cveti, Lenart se zaljubi v Majo in ta se odloči, da bo odnehala s tem nečednim početjem. Takrat pa se pojavi Tom, ki prijatelje prepriča, da se še zadnjič podajo na to pogubno pot. Tokrat pa so posledice usodne, predvsem za Majo. Med poskušanjem droge skoraj umre. Njena mama se odloči, da jo bo odpeljala v tujino, saj ji želi preprečiti stik z drogo in družbo. Lenart je brez moči in obupan, ker ne more obdržati Maje ob sebi. 

## Zbirka
Delo je izšlo v zbirki Lunapark.

## Izdaje in prevodi
Slovenska izdaja knjige iz leta 2009 (COBISS).